# S. Dariaus ir S. Girėno stadionas
S. Dariaus ir S. Girėno stadionas je višenamjenski stadion u Kaunasu u Litvi.
Sagrađen je 1925. godine, a ime je dobio prema zrakoplovcima Steponasu Dariusu i Stasysu Girenasu. 
Može primiti 15.300 gledatelja.
Na njemu svoje domaće utakmice igra nogometni klubi FK Kauno Žalgiris i litvanska nogometna reprezentacija.
Stadion je bio obnovljen 1998. godine. 

## Vanjske poveznice
- Oficialna str.